# Carl E. Douglas
Carl Edwin Douglas, född 8 maj 1955, är en amerikansk advokat. Han är mest känd för att ha varit en av åtta försvarsadvokater som ingick i advokatkonstellationen som företrädde O.J. Simpson i en av modern tids mest uppmärksammade rättegångar rörande morden på Simpsons före detta fru Nicole Brown Simpson och hennes vän Ron Goldman, som knivmördades den 12 juni 1994 i Brentwood i Kalifornien. Amerikansk media namngav advokatkonstellationen med namnet Dream Team på grund av att alla var stjärnadvokater och nationellt uppmärksammade. De försvarade Simpson framgångsrikt och han blev friad den 3 oktober 1995 när domare Lance Ito läste upp juryns beslut.
Han har företrätt andra klienter som bland annat Todd Bridges, Sean Combs, Jamie Foxx, Michael Jackson, Queen Latifah och Tupac Shakur. 1999 var han en av advokaterna som stämde den globala biltillverkaren General Motors i ett skadeståndsmål. 1993 hade två kvinnor och fyra barn färdats i en 1979 års modell av Chevrolet Malibu och blev påkörda bakifrån och kraschat. Ingen kunde inte ta sig ur vraket och detta resulterade i att de fick svåra brännskador när bilens bensintank exploderade. General Motors dömdes att betala målsägande $4,9 miljarder för bristande fordondesign, vilket var vid den tidpunkten USA:s största skadestånd mot en enskild produkt genom alla tider, det dock reducerades till $1,2 miljarder efter överklagan. 2003 kom parterna överens om en förlikning.
Han avlade kandidatexamen vid Northwestern University och en juris doktor vid UC Berkeley School of Law.